# Kate Stewart
Kate Stewart, née « Kate Lethbridge-Stewart », est un personnage de fiction de la série Doctor Who. Il s'agit d'un personnage apparu pour la première fois dans Downtime en 1995, une production-vidéo de Reeltime Pictures (aujourd'hui Time Travel TV), incarnée par l'actrice Beverley Cressman. Elle revient en 2012 dans L'Invasion des cubes, épisode à partir duquel elle est interprétée par Jemma Redgrave.
Elle est la fille du Brigadier Lethbridge-Stewart, acolyte des troisième et quatrième incarnations du Docteur.
Elle détient le record du personnage ayant rencontré le plus d'incarnations différentes du Docteur au sein de la nouvelle série : elle a en effet croisé le Dixième (Le Jour du Docteur), le Onzième (L’Invasion des cubes), le Douzième (Mort au paradis, Vérité ou Conséquences), le Treizième (Les Conquérants, Le Pouvoir du Docteur), le Quatorzième et le Quinzième (Le Fabricant de Jouets) ainsi que le Docteur de la guerre (Le Jour du Docteur).

## Histoire du personnage

### Downtime(1995)
Kate apparaît dans une histoire diffusée directement en VHS qui s'appelait Downtime jouée par l'actrice Beverley Cressman. Kate ignorait que son père travaillait à UNIT et savait seulement qu'il était militaire. Kate a grandi séparée de son père Brigadier Lethbridge-Stewart. Kate est tombée amoureuse d'un garçon prénommé Jonathan, puis enceinte, elle a accouché d'un petit Gordon. Kate et Jonathan se sont séparés et elle a vécu seule avec son fils. Quand la grande intelligence a attaqué la terre Kate a retrouvé son père et a combattu avec lui et Sarah Jane Smith. Après cela Kate a révélé à son père qu'il était grand-père.

### L'Invasion des cubes(2012)
Kate a intégré l'UNIT et a changé de nom pour ne pas travailler dans l'ombre de son père. Elle apparaît dans L’Invasion des cubes où elle aide le docteur, Amy et Rory contre la nouvelle menace.

### Le Jour du Docteur(2013)
Kate aide une nouvelle fois le docteur dans Le Jour du Docteur en rencontrant deux autres de ses incarnations.

### Saison 8 (2014)
Lorsque les Cybermen créés à partir des corps des morts humains ont envahi les capitales de la Terre entière, Kate est revenue en aide au docteur dans l'épisode Mort au paradis. Kate arrête Missy et la transporte dans un avion avec le docteur. Lorsque l'avion est pris d'assaut par les Cybermen, Kate est expulsée hors de l'avion et le docteur pense qu'elle est morte. Mais le Brigadier Lethbridge-Stewart est de retour d'entre les morts en Cybermen il sauve sa fille et salue le docteur une toute dernière fois.

### Saison 9 (2015)

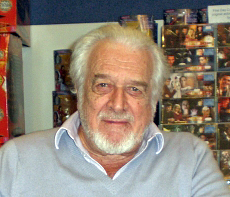
Nicholas Courtney, l'interprète du Brigadier Lethbridge-Stewart, avant sa mort en 2011.

Kate appelle Clara à l'aide pour retrouver le docteur lorsque des avions sont figés dans le ciel dans l'épisode Le Magicien et son disciple. Kate tente de comprendre avec Clara la raison de ce phénomène quand celles-ci reçoivent un message du maître (Missy) qui désire parler à Clara. Kate demande à son équipe de protéger Clara lors de son entretien avec Missy jusqu'à que Clara et Missy disparaissent retrouver le docteur.
Dans Vérité ou Conséquences, première partie, Kate et son équipe ont décidé d’enquêter sur l'invasion des Zygons qui ont trouvé le traité de paix inadmissible pour leur espèce et ont décidé de se révolter. Le docteur a demandé à Kate de se rendre au nouveau Mexique ce qu'elle fit sans escorte. Kate en arrivant découvre la ville "Truth or consequences" complètement vide. Armée elle se rendit au bureau du shérif puis fut surprise par la shérif apeurée qui lui expliqua ce qui s'était passé. Kate finit par découvrir qu'elle s'entretenait depuis le début avec un Zygon et celui-ci l'agressa et prit son apparence.
Kate se fait passer pour un Zygon après avoir tuée celui qui voulait la copier lors de Vérité ou Conséquences, deuxième partie. Kate a ensuite voulut détruire les Zygons pour sauver l'espèce humaine mais s'est rétractée face au discours du docteur puis celui-ci lui a effacé la mémoire.

### Doctor Who: Flux(Saison 13) (2021)
Kate fait son grand retour dans la série après 6 ans d'absence (Survivants du Flux) en faisant face à un dictateur nommé le Grand Serpent , qui se révèle avoir infiltré UNIT depuis la création de ce dernier. Elle est victime d'une tentative de meurtre commanditée par son ennemi en 2017 et passe un appel à Osgood en lui demandant de "disparaître des radars". Elle réapparaît en 2021 face à Yaz, Dan, Jericho et Joseph Williamson à Liverpool (Les Conquérants). Kate aide le Docteur à stopper l'occupation Sontarienne ,l'arrivée imminente des Daleks et des Cybermen, ainsi que la menace du Flux.
Elle finit, avec Vinder, par bannir le Grand Serpent sur un astéroïde, éloigné de la terre.

### Le Pouvoir du Docteur(2022)
Dans l'épisode final de Jodie Whittaker en tant que Treizième Docteur, Kate lui demande de l'aide d'urgence. À UNIT ,elle lui présente 2 anciens compagnons qui ont voyagé avec elle par le passé : Tegan Jovanka qui a voyagé avec le Quatrième et Cinquième Docteur, ainsi que Ace qui a voyagé avec le Septième Docteur. Le problème requérant l’aide du docteur concernait des tableaux célèbres qui auraient été défigurés par le visage de Raspoutine , qui n'est en réalité que le Maître . UNIT se retrouve attaqué par les Cybermen à cause du Maître et Kate bloque toutes les issues pour les contenir dans le bâtiment. Épaulée par Tegan, Kate propose un plan pour les arrêter, impliquant son propre sacrifice, pour permettre à Tegan d'atteindre l'unité centrale. Alors qu’elle est sur le point d'être tuée et convertie en Cybermen, Tegan réussit à faire court-circuiter les Cybermen. Elles réussissent à sortir du QG de UNIT avant que le bâtiment ne s'écroule sur elles. Accompagnant le Docteur dans le TARDIS, elle l'aide à renvoyer la fausse lune de cyber-conversion dans le présent depuis 1916 afin de stopper l’explosion des volcans et la cyber-conversion de la Terre. Une fois la crise passée, Kate se retrouve entourée de nombreux anciens et nouveaux compagnons du Docteur dans une sorte de réunion anonyme avec Ian Chesterton, Jo Grant, Tegan Jovanka, Mel Bush, Ace, Graham O'Brien, Yasmin Khan et Daniel Lewis, tous rentrés sain et sauf chez eux. Elle leur fait savoir en riant qu’elle a plusieurs jobs à leur proposer.

### Le Fabricant de Jouets(2023)
Kate s'est ensuite impliquée dans la bataille avec le Fabricant de jouets et a été témoin de la bi-génération du Quatorzième Docteur en Quinzième Docteur. Après que les deux incarnations successifs du Docteur aient vaincu le fabricant de jouets, Kate a ordonné que la boîte contenant le fabricant de jouets soit enfermée dans le coffre-fort le plus profond de l'UNIT, entourée de sel par mesure de précaution supplémentaire.

### 73 Yards(2024)
Kate se manifeste auprès de Ruby Sunday en 2025 sur la terrasse d'un café. Cette dernière est au courant qu'une femme suit Ruby depuis la côte galloise. Cependant, après que les soldats aient interagit avec cette femme, Kate également par son oreillette, ils fuient Ruby, en la laissant seule.

### La Légende de Ruby Sunday / L'Empire de Mort(2024)
Le Quinzième Docteur et Ruby viennent demander de l'aide à Kate et à UNIT concernant les mystères de la mère de Ruby et le visage récurrent de Susan Triad, qu'ils découvrent être en fait le messager du dieu de la mort, Sutekh. Sutekh détruit toute vie sur Terre, tuant tout le monde, y compris Kate, mais elle est ramenée à la vie après la défaite du dieu.

### Jour de chance(2025)
Kate aide Ruby dans sa vie après le Docteur, exprimant des inquiétudes pour le bien-être émotionnel de la jeune femme et adoptant un rôle maternel envers elle. Le nouveau petit ami de Ruby, Conrad Clark, s'avère l'utiliser pour détruire UNIT, ce qu'il réussit presque à faire. Kate réagit en libérant une créature extraterrestre appelée le Shreek sur Conrad et refuse de l'aider jusqu'à ce que Conrad admette qu'il mentait pour son propre intérêt, tout en diffusant en direct l'ensemble de la scène sur ses réseaux sociaux. Bien que UNIT soit sauvé grâce à cela, des inquiétudes subsistent quant à la volonté de Kate de franchir la ligne et aux conséquences potentielles de ses actions, qu'elle balaie d'un revers de main.

### Le Monde du souhait / La Guerre de la réalité(2025)
Lorsque la Rani créa Wish World, Kate travaillait encore pour UNIT, elle dirigeait l'étage où travaillaient le Docteur et Christofer  Ibrahim.

## Liste des apparitions

### Épisodes TV deDoctor Who
- 2012 : L'Invasion des cubes
- 2013 : Le Jour du Docteur
- 2014 : Mort au paradis
- 2015 : Le Magicien et son disciple
- 2015 : Vérité ou Conséquences, première partie
- 2015 : Vérité ou Conséquences, deuxième partie
- 2021 : Survivants du Flux
- 2021 : Les Conquérants
- 2022 : Le Pouvoir du Docteur
- 2023 : Le Fabricant de Jouets
- 2024 : 73 Yards
- 2024 : La Légende de Ruby Sunday
- 2024 : L'Empire de Mort
- 2025 : Jour de chance
- 2025 : Le Monde du souhait
- 2025 : La Guerre de la réalité

### Aventures audio deBig Finish
- 2015 : Vanguard[3]
- 2015 : Earthfall[3]
- 2015 : Bridgehead[3]
- 2015 : Armageddon[3]
- 2016 : Power Cell[4]
- 2016 : Death in Geneva[4]
- 2016 : The Battle of the Tower[4]
- 2016 : Ice Station Alpha[4]
- 2016 : House of Silents[5]
- 2016 : Square One[5]
- 2016 : Silent Majority[5]
- 2016 : In Memory Alone[5]
- 2017 : Call to Arms[6]
- 2017 : Tidal Wave[6]
- 2017 : Retrieval[6]
- 2017 : United[6]